# Rosewood (televíziós sorozat)
A Rosewood 2015 és 2017 között futott amerikai televíziós sorozat. A műsor alkotója Todd Harthan, a történet pedig egy Miamiban dolgozó magánpatológusról szól. A címszereplőt Morris Chestnut játszotta, mellette a főbb szereplők közt megtalálható Jaina Lee Ortiz, Gabrielle Dennis, Anna Konkle és Domenick Lombardozzi.
A sorozatot az Amerikai Egyesült Államokban a Fox adta 2015. szeptember 23. és 2017. április 28. között. Magyarországon a Cool TV mutatta be 2016. február 22-én.

## Cselekmény
Dr. Beaumont Rosewood, Jr. egy magánpatológiát vezet Miamiban, amely a legkorszerűbb eszközökkel van felszerelve. Ennek működtetésében segít neki a húga, Pippy, illetve annak barátnője, Tara is. Rosewood rendszeresen segíti ki a helyi rendőrséget munkájával, a sorozat elején pedig az újonc Annalise Villa nyomozóval kezd el dolgozni a bűnesetek megoldásán.

## Szereplők
| Szereplő                   | Színész              | Magyar hang    |
| -------------------------- | -------------------- | -------------- |
| Dr. Beaumont Rosewood, Jr. | Morris Chestnut      | Kálid Artúr    |
| Annalise Villa             | Jaina Lee Ortiz      | Huszárik Kata  |
| Pippy Rosewood             | Gabrielle Dennis     | Sági Tímea     |
| Tara Milly Izikoff         | Anna Konkle          | F. Nagy Eszter |
| Donna Rosewood             | Lorraine Toussaint   | Kocsis Mariann |
| Willet                     | Anthony Michael Hall | Néneth Gábor   |

## Epizódok

### Évados áttekintés
| Évad | Évad | Részek száma | Részek száma | Eredeti sugárzás     | Eredeti sugárzás  | Eredeti adó | Magyar sugárzás   | Magyar sugárzás  | Magyar adó |
| Évad | Évad | Részek száma | Részek száma | Évadbemutató         | Évadzáró          | Eredeti adó | Évadbemutató      | Évadzáró         | Magyar adó |
| ---- | ---- | ------------ | ------------ | -------------------- | ----------------- | ----------- | ----------------- | ---------------- | ---------- |
|      | 1.   | 22           | 22           | 2015. szeptember 23. | 2016. május 26.   | FOX         | 2016. február 22. | 2016. július 18. | Cool TV    |
|      | 2.   | 22           | 22           | 2016. szeptember 22. | 2017. április 28. | FOX         | 2017. május 10.   | 2017. október 4. | Cool TV    |

### Első évad (2015-2016)
| Sor. | Év. | Cím                                                                | Rendező            | Író                  | Premier                                | Nézettség   | Gyártási szám |
| ---- | --- | ------------------------------------------------------------------ | ------------------ | -------------------- | -------------------------------------- | ----------- | ------------- |
| 1.   | 1.  | Árulkodó jelek (Pilot)                                             | Richard Shepard    | Todd Harthan         | 2015. szeptember 23. 2016. február 22. | 7,54 millió | 101           |
| 2.   | 2.  | A hűtlenség ára (Fireflies and Fidelity)                           | Timothy Busfield   | Todd Harthan         | 2015. szeptember 30. 2016. február 29. | 6,24 millió | 102           |
| 3.   | 3.  | Mérgezés (Have-Nots and Hematomas)                                 | Milan Cheylov      | Andy Berman          | 2015. október 7. 2016. március 7.      | 5,75 millió | 103           |
| 4.   | 4.  | Doktor halál (Vandals and Vitamins)                                | Eriq La Salle      | Eli Attie            | 2015. október 14. 2016. március 14.    | 5,03 millió | 104           |
| 5.   | 5.  | Új kezdet (Necrosis and New Beginnings)                            | Eric Laneuville    | Nkechi Okoro Carroll | 2015. október 21. 2016. március 21.    | 5,27 millió | 105           |
| 6.   | 6.  | A gyanú árnyéka (Policies and Ponies)                              | Michael Zinberg    | Evan Bleiweiss       | 2015. november 4. 2016. március 28.    | 5,05 millió | 106           |
| 7.   | 7.  | Alma a fájától (Quadriplegia and Quality Time)                     | Terrence O'Hara    | Marqui Jackson       | 2015. november 11. 2016. április 4.    | 5,17 millió | 107           |
| 8.   | 8.  | A fejvadász (Bloodhunt and Beats)                                  | James Roday        | Andy Berman          | 2015. november 18. 2016. április 11.   | 4,72 millió | 108           |
| 9.   | 9.  | Siker, fény, csillogás (Fashionistas and Fasciitis)                | Milan Cheylov      | Lisa Morales         | 2015. november 25. 2016. április 18.   | 4,64 millió | 109           |
| 10.  | 10. | Hátborzongató művészet (Aortic Atresia and Art Installations)      | Millicent Shelton  | Todd Harthan         | 2015. december 2. 2016. április 25.    | 5,04 millió | 110           |
| 11.  | 11. | Beteg elme (Paralytics and Priorities)                             | Milan Cheylov      | Diana Mendez         | 2016. március 2. 2016. május 2.        | 3,52 millió | 111           |
| 12.  | 12. | Feltépett sebek (Negative Autopsies and New Partners)              | Sarah Pia Anderson | Marqui Jackson       | 2016. március 9. 2016. május 9.        | 3,72 millió | 112           |
| 13.  | 13. | A nagy átverés (Ballistics and BFFs)                               | Vahan Moosekian    | D. Harrington Miller | 2016. március 16. 2016. május 16.      | 3,72 millió | 113           |
| 14.  | 14. | Kusza szálak (Hydrocephalus and Hard Knocks)                       | James Roday        | Nkechi Okoro Carroll | 2016. március 23. 2016. május 23.      | 3,74 millió | 114           |
| 15.  | 15. | A tökéletes gyilkosság (Atherosclerosis and the Alabama Flim-Flam) | David Crabtree     | Andy Berman          | 2016. március 30. 2016. május 30.      | 5,20 millió | 115           |
| 16.  | 16. | Kísérteties hasonlóság (Dead Drops and Disentanglement)            | David Solomon      | Jameal Turner        | 2016. április 13. 2016. június 6.      | 4,53 millió | 116           |
| 17.  | 17. | A kulisszák mögött (Silkworms y Silencio)                          | Roxann Dawson      | Todd Harthan         | 2016. április 20. 2016. június 13.     | 4,64 millió | 117           |
| 18.  | 18. | A rivális (Thorax, Thrombosis & Threesomes)                        | Ian Toynton        | Marc Halsey          | 2016. április 27. 2016. június 20.     | 4,86 millió | 118           |
| 19.  | 19. | Gyilkosság távirányítással (Sudden Death & Shades Deep)            | David Straiton     | Marqui Jackson       | 2016. május 4. 2016. június 27.        | 4,35 millió | 119           |
| 20.  | 20. | Volt egyszer, hol nem volt (Keratin & Kissyface)                   | James Roday        | Evan Bleiweiss       | 2016. május 11. 2016. július 4.        | 4,32 millió | 120           |
| 21.  | 21. | A szerencse fia (Wooberite & The Women of Rosewood)                | Eric Laneuville    | Andy Berman          | 2016. május 18. 2016. július 11.       | 4,77 millió | 121           |
| 22.  | 22. | Szakítások (Badges & Bombshells)                                   | Milan Cheylov      | Todd Harthan         | 2016. május 25. 2016. július 18.       | 3,50 millió | 122           |

### Második évad (2016-2017)
| Sor. | Év. | Cím                                                     | Rendező           | Író                   | Premier                                | Nézettség   | Gyártási szám |
| ---- | --- | ------------------------------------------------------- | ----------------- | --------------------- | -------------------------------------- | ----------- | ------------- |
| 23.  | 1.  | Új szelek (Forward Motion and Frat Life)                | Deran Serafian    | Todd Harthan          | 2016. szeptember 22. 2017. május 10.   | 3,65 millió | 201           |
| 24.  | 2.  | Titkok és talányok (Secrets and Silent Killers)         | Deran Serafian    | Nkechi Okoro Carroll  | 2016. szeptember 29. 2017. május 17.   | 3,60 millió | 202           |
| 25.  | 3.  | Körzeten kívül (Eddie and the Empire State of Mind)     | Eric Laneuville   | Andy Berman           | 2016. október 6. 2017. május 24.       | 3,77 millió | 203           |
| 26.  | 4.  | A kincsvadász (Boatopsy and Booty)                      | Cherie Nowlan     | Marc Halsey           | 2016. október 13. 2017. május 31.      | 3,51 millió | 204           |
| 27.  | 5.  | Hókusz-pókusz (Spirochete and Santeria)                 | Michael Zinberg   | Evan Bleiweiss        | 2016. október 27. 2017. június 7.      | 3,39 millió | 205           |
| 28.  | 6.  | Döglött akta (Tree Toxins and Three Stories)            | Kenneth Fink      | Marqui Jackson        | 2016. november 3. 2017. június 14.     | 3,39 millió | 206           |
| 29.  | 7.  | Egy modell halála (Lidocaine and Long-Term Lust)        | David Crabtree    | Melissa Scrivner Love | 2016. november 10. 2017. június 21.    | 3,33 millió | 207           |
| 30.  | 8.  | A szemtanú (Prosopagnosia and Parrot Fis)               | David Rodriguez   | Jameal Turner         | 2016. november 17. 2017. június 28.    | 3,07 millió | 208           |
| 31.  | 9.  | Kubai kiruccanás (Half-Life and Havana Nights)          | Oz Scott          | Diana Mendez          | 2016. december 1. 2017. július 5.      | 3,11 millió | 209           |
| 32.  | 10. | Túszhelyzet (Bacterium and the Brothers Panitch)        | James Roday       | Andy Berman           | 2017. január 6. 2017. július 12.       | 3,03 millió | 210           |
| 33.  | 11. | A múmia titka (Mummies and Meltdows)                    | Deran Sarafian    | Deran Sarafian        | 2017. január 13. 2017. július 19.      | 2,86 millió | 211           |
| 34.  | 12. | A szabadulóművész (Asphyxiation and Aces)               | Vahan Moosekian   | Marc Halsey           | 2017. január 20. 2017. július 26.      | 2,87 millió | 212           |
| 35.  | 13. | Sötét titok (Puffer Fish & Personal History)            | James Roday       | Marqui Jackson        | 2017. január 27. 2017. augusztus 2.    | 2,83 millió | 213           |
| 36.  | 14. | Rejtélyes haláleset (White Matter & the Ways Back)      | Eric Laneville    | D. Harrington Miller  | 2017. február 3. 2017. augusztus 9.    | 2,61 millió | 214           |
| 37.  | 15. | A bosszú édes íze (Clavicle Trauma & Closure)           | Kelli Williams    | Melissa Scrivner Love | 2017. február 10. 2017. augusztus 16.  | 2,91 millió | 215           |
| 38.  | 16. | A bandavezér (Benzodiazepine & the Benjamins)           | Millicent Shelton | Eric Bleiweiss        | 2017. február 17. 2017. augusztus 23.  | 2,74 millió | 216           |
| 39.  | 17. | Az égből pottyant holttest (Radiation & Rough Landings) | Hanelle Culpepper | Marc Halse            | 2017. február 24. 2017. augusztus 30.  | 2,69 millió | 217           |
| 40.  | 18. | Hamupipőke (Clavicle Trauma & Closure)                  | Ian Toynton       | Megan McNamara        | 2017. március 31. 2017. szeptember 6.  | 2,53 millió | 218           |
| 41.  | 19. | Az igazságosztó (Naegleria & Neighborhood Watch)        | Gregg Simon       | Marqui Jackson        | 2017. április 7. 2017. szeptember 13.  | 2,48 millió | 219           |
| 42.  | 20. | Kisvárosi gyilkosság (Calliphoridae & Country Roads)    | David Crabtree    | Melissa Scrivner      | 2017. április 14. 2017. szeptember 20. | 2,48 millió | 220           |
| 43.  | 21. | Az amerikai álom (Amparo & the American Dream)          | Vahan Moosekian   | Andy Berman           | 2017. április 21. 2017. szeptember 27. | 2,85 millió | 221           |
| 44.  | 22. | Testvéri szeretet (Blistering Heat & Brotherly Love)    | Deran Sarafian    | Todd Harthan          | 2017. április 28. 2017. október 4.     | 2,96 millió | 222           |